# اوژن مک
اوژن مک (به انگلیسی: Eugen Mack) ژیمناست زادهٔ ۲۱ سپتامبر ۱۹۰۷ میلادی اهل کشور سوئیس است.